# Jeong Jin-hui
Jeong Jin-hui (født 24. marts 1999) er en kvindelig sydkoreansk håndboldspiller som spiller for Korea National Sport University og Sydkoreas kvindehåndboldlandshold.
Hun repræsenterede Sydkorea, under VM i kvindehåndbold 2017 i Tyskland og Sommer-OL 2020 i Tokyo.
Hun var også med til at vinde bronze ved Junior-VM i håndbold 2018 i Ungarn, efter sejr, 34-27, over Sverige i bronzekamp.